# Microlophus heterolepis
Espèce
Synonymes
- Tropidurus heterolepis Wiegmann, 1834

Microlophus heterolepis est une espèce de sauriens de la famille des Tropiduridae.

## Répartition
Cette espèce se rencontre au Chili et au Pérou.

## Publication originale
- Wiegmann, 1835 "1834" : Beiträge zur Zoologie gesammelt auf einer Reise um die Erde. Siebente Abhandlung. Amphibien. Nova Acta Physico-Medica, Academiae Caesarae Leopoldino-Carolinae, Halle, vol. 17, p. 185-268 (texte intégral).